# Robert Hoffman
Robert Hoffman est un acteur, danseur et chorégraphe américain né le 21 septembre 1985 à Gainesville, Floride (États-Unis).
Il est surtout connu pour son rôle dans She's the Man en 2006.

## Biographie
Fils de Charlotte Hoffman, il déménage avec sa famille de Madison en Alabama quand il a 7 ans.
Il obtient des rôles de danseur dans les films tels que Dirty Dancing 2 et Street Dancers pour lequel il obtient l'American Choreographer Award.
Il a travaillé, en tant que danseur, avec Christina Aguilera, Usher, Mýa, Ricky Martin et Marilyn Manson.
Il écrit, dirige et joue dans divers petits sketchs, le plus connu étant Kinetsu Hayabusa: the urban ninja, pour lequel il est habillé en ninja et exécute des cascades dans la rue.
C'est en 2006 qu'il obtient son premier grand rôle au cinéma avec le film She's the Man avec l'actrice Amanda Bynes.
En 2008, il obtient son deuxième grand rôle dans Sexy Dance 2.
En 2009, il obtient un rôle dans le film Les Zintrus aux côtés de la star Ashley Tisdale.
En 2008, il apparaît dans une vidéo de ACDC ( Adam Sevani John Chu Dance Crew ), dans un battle de dance contre le M&M Crew.

## Filmographie
- 2003 : Quand Justin rencontre Kelly (From Justin to Kelly) : Dancer
- 2003 : Amours troubles (Gigli) : Beach Dancer
- 2003 : Pirates des Caraïbes (Pirates of the Caribbean) : Skeleton
- 2004 : Street Dancers (You Got Served) : Max
- 2003 : Quintuplés (Quintuplets)(TV, 3 épisodes) : Matt
- 2004 : Dirty Dancing 2 (Dirty Dancing: Havana Nights) : Dancer
- 2005 : I? : Older David
- 2005 : Coach Carter : Dancer
- 2005 : Black/White (Guess Who) : Dancer
- 2006 : Shrooms : Bluto
- 2006 : She's the Man d'Andy Fickman : Justin
- 2006 : Vanished (TV, 6 épisodes) : Adam Putnam
- 2006 : Les Experts : Miami (CSI: Miami) (TV, 1 épisode) : Brad Hoffman
- 2006 : Campus Ladies (TV, 1 épisode) : Evan
- 2007 : Dash 4 Cash (TV) : Michael
- 2007 : Revenge (TV) : Dennis
- 2007 : Nick Cannon Presents: Short Circuitz (TV, 1 épisode) : Various Characters
- 2007 : Bag Boy : Clyde 'Windmill' Wynorski
- 2008 : Sexy Dance 2 (Step Up 2: The Streets) : Chase Collins
- 2008 : Say Hello to Stan Talmadge : Bart
- 2009 : Les Zintrus (Aliens in the Attic), de John Schultz : Ricky
- 2009 : Shrooms (Mush) : Bluto
- 2011 : Take Home Tonight (Film) : Un danseur
- 2011 : Grey's Anatomy (TV, saison 8 - épisode 5) : Chad
- (?) : Untitled Liz Meriwether Project (TV, 1 épisode) : Brian
- 2011 : Une soirée d'enfer (Take Me Home Tonight) : Tyler Comins
- 2011 :  Drop Dead Diva (TV, 2 épisodes): Brian Pullman (saison3, épisode 10 et 12)
- 2012 : 90210 (TV, 2 épisodes): Caleb Walsh(Saison 4, épisodes 19,20,21,22 et 23)
- 2016 : Amateur Night de Lisa Addario et Joe Syracuse : Devon

## Récompenses
- American Choreographer Award pour Street Dancers.
- Award du plus beau baiser avec Briana Evigan aux MTV Movie Awards pour Sexy Dance 2[1].